# پایگاه هوایی الجوفرا
پایگاه هوایی الجوفرا (به انگلیسی: Al Jufra Air Base) (به زبان بومی: Al Jufra-Hun Air Base) یک فرودگاه نظامی است که یک باند فرود بتن دارد و طول باند آن ۴۱۸۵ متر است. این فرودگاه در کشور لیبی قرار دارد و در ارتفاع ۲۵۸ متری از سطح دریا واقع شده‌است.